# Митино (Кетовський район)
Ми́тино (рос. Митино) — село у складі Кетовського району Курганської області, Росія. Адміністративний центр Митинської сільської ради.
Населення — 607 осіб (2010, 620 у 2002).